# Бабенков, Александр Илларионович
Александр Илларионович Бабенков (14 августа 1931, Волчно-Бурлинское, Алтайский край — 12 июля 1995, Старобачаты, Кемеровская область) — слесарь-инструментальщик завода «Кузбассрадио» Министерства радиопромышленности СССР, гор. Белово Кемеровской области. Герой Социалистического Труда (29.06.1966).

## Биография
14 августа 1931 году в селе Верхняя Бурла в русской семье родился Александр Бабенков. Завершил обучение в школе в 1946 году, в 1948 году окончил ремесленное училище № 10 в городе Белово. Трудоустроился на Завод № 842 в городе Белово. Работал сверловщиком и слесарем-инструментальщиком.
С 1954 года служил в рядах Советской армии. После демобилизации вернулся работать на завод. Ему было поручено заниматься изготовлением самой сложной оснастки для штамповочного производства. Первый работник завода, который начал работать с личным клеймом качества. Один из лучших специалистов предприятия.
Указом от 29 июня 1966 года за выдающиеся заслуги при выполнении плана пятилетки Александр Бабенков был удостоен звания Герой Социалистического Труда с вручением Ордена Ленина и золотой медали «Серп и Молот».
С 1978 года начал трудиться шлифовальщиком металлических изделий и инструмента на том же заводе.
Депутат Кемеровского областного Совета депутатов трудящихся с 11 по 14 созывы.
Проживал в городе Белово. А последние годы жизни провёл в посёлке Старобачаты. Умер 12 июля 1995 году.

## Награды
Имеет следующие награды, за трудовые успехи:
- Герой Социалистического Труда (29.06.1966);
- Орден Ленина (29.06.1966);
- Орден Октябрьской революции (26.04.1971);
- Медаль «За доблестный труд в Великой Отечественной войне 1941—1945 гг.»

## Память
На здание АО НПП «Кузбассрадио» в городе Белово установлена мемориальная доска в честь Героя.